# Ахенско јеванђеље
Ахенско јеванђеље је илуминирани рукопис из 9. века настао током каролиншке ренесансе. Илуминације су израђене под стилским утицајем византијске уметности.